# Inundační most

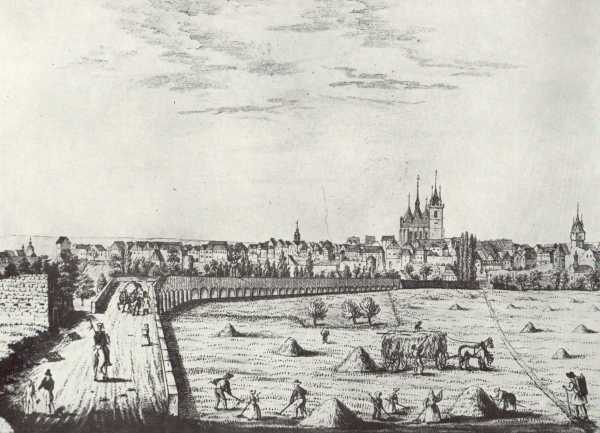
Inundační most v Lounech v 1. polovině 19. století

Inundační most je most, který slouží jako preventivní ochrana cesty před povodní. Pokud vede cesta v místě, kam se při povodni dostává voda (tzv. pásmo inundace – může jít například o proláklinu blízko řeky), mohla by být taková komunikace při povodni zatopena a proto nesjízdná. V takovém místě lze postavit most, který se při normálním stavu vody jeví jako zbytečný. V případě povodně však zůstane most i cesta nad vzdutou hladinou. Přitom není průtok vody natolik omezen jako u náspu. Z podobného důvodu se často staví i běžné mosty zdánlivě nesmyslně vysoké. Příklady inundačního mostu jsou inundační most v Poděbradech, v Lounech, u Postoloprt, ve Staré Hlíně či libeňská (palmovecká) část Libeňského soumostí.

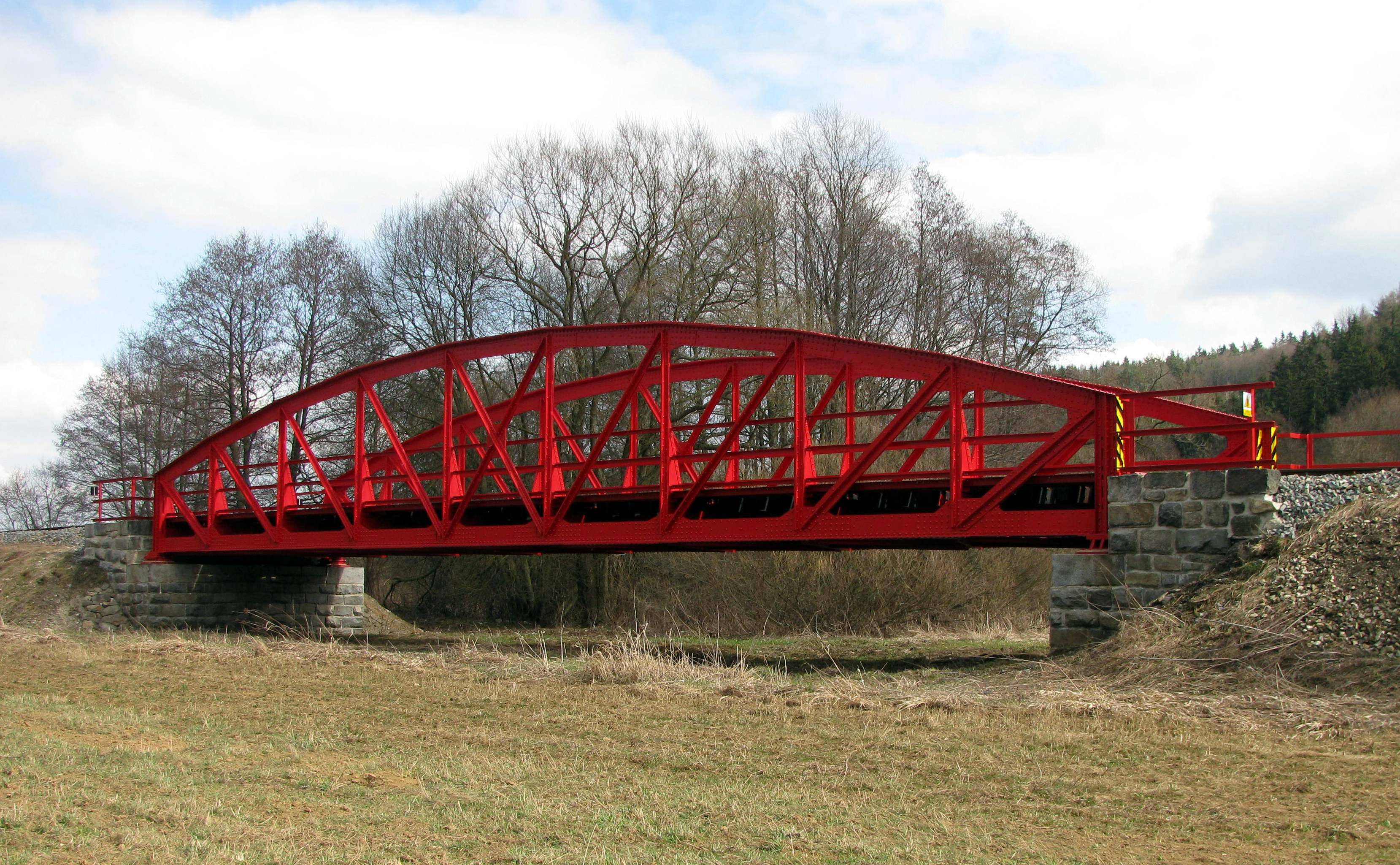
Železniční inundační most u Protivce
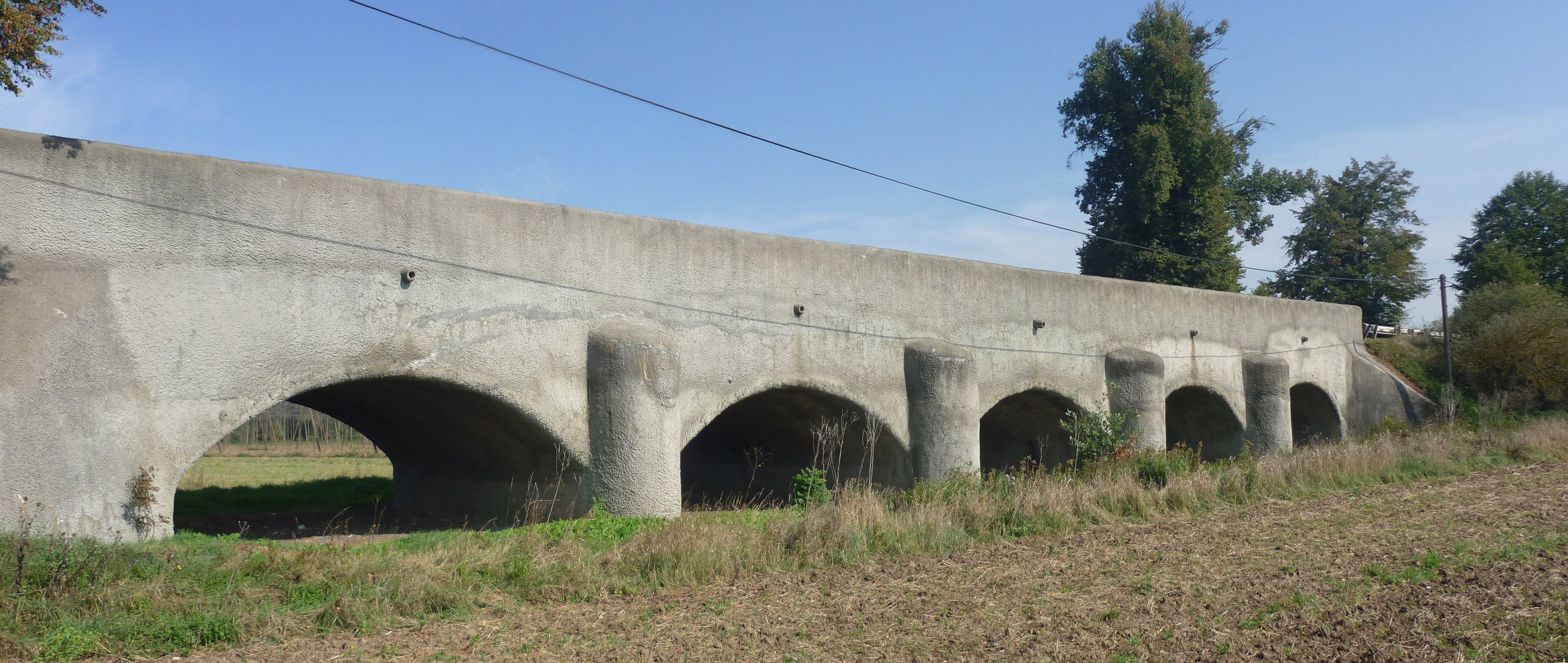
Část silničního inundačního mostu u Postoloprt
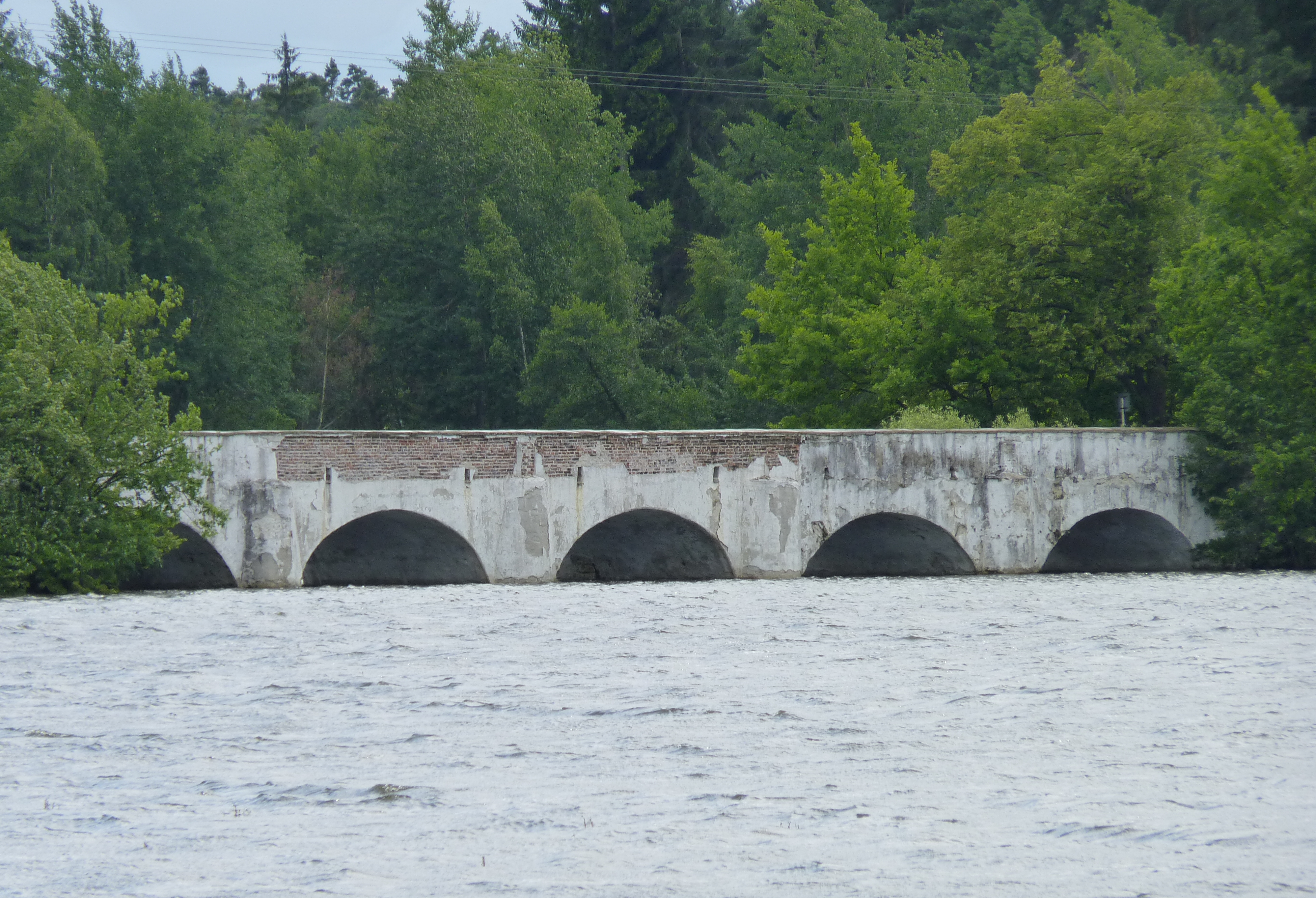
Inundační most na rybníku Vítek ve Staré Hlíně